# Teide Legend Visitors’ Centre
Teide Legend Visitors’ Centre, španělsky Centro de Visitantes Teide Legend česky lze přeložit jako Návštěvnické centrum legend Teide, je malé muzeum a informační centrum v dolní nástupní stanici Base del Teide visuté lanové kabinové dráhy Teleférico del Teide, které se nachází pod vulkánem Pico del Teide v Národním parku Teide. Geograficky leží na území obce La Orotava v comarce Valle de Orotava v provincii Santa Cruz de Tenerife na ostrově Tenerife na Kanárských ostrovech ve Španělsku. 

## Historie a popis
Teide Legend Visitors’ Centre je svou muzejní částí zaměřeno na místní historii, archeologii, mýtologii, vulkanologii a komiksy. Centrum zahrnuje výstavní sál, kavárnu, obchod, videoprojekci a sociální zařízení. Unikátní je také výstava „Věda a legenda“, která prezentuje guančskou legendu o Guayotovi (bůh smrti a sopek) a Ačamánovi (bůh nebes a stvořitel), která se pojí k sopce Pico del Teide a její poslední velké erupci před cca 1000 lety. Legenda je dána do kontrastu s moderním, vědeckým vulkanologickým pohledem. Celá legenda je také ztvárněna v kresleném komiksu, který zde lze zakoupit. Zajímavostí je také kopie nálezu guančské mumie.

## Další informace
Vstup do muzejní části je zpoplatněn ve stylu 1 vstupenka je pro celou skupinu případně je i součástí jízdy lanovkou.

## Galerie

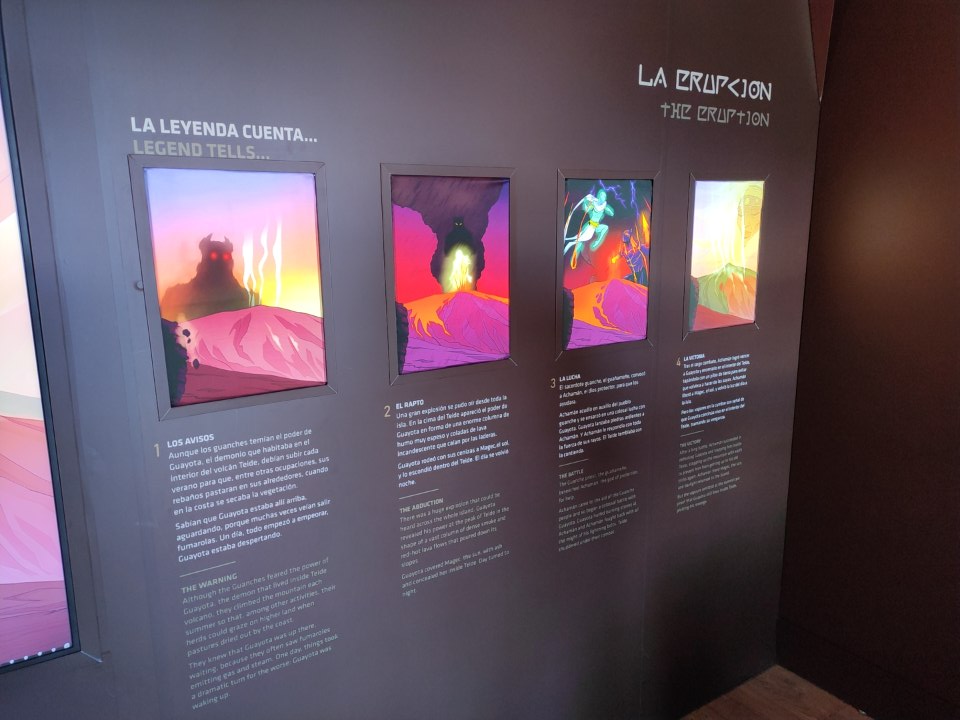
Interiér muzea
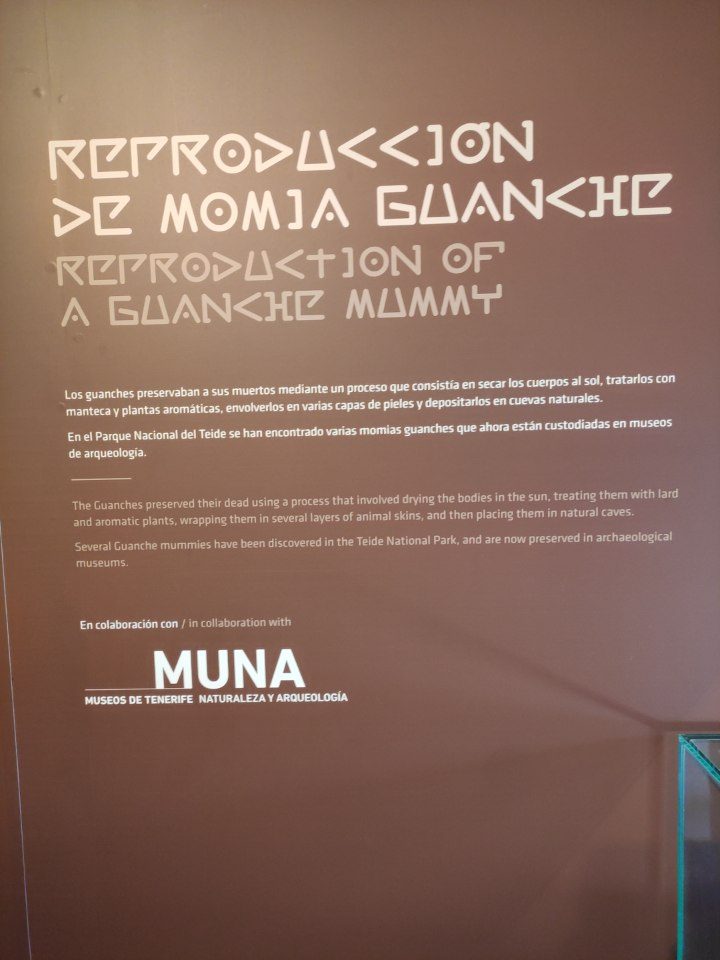
Expozice v muzeu